# Jonas Salk
Jonas Edward Salk (Nueva York, 28 de octubre de 1914-La Jolla, California, 23 de junio de 1995) fue un investigador médico y virólogo estadounidense, principalmente reconocido por su aporte a la vacuna contra la poliomielitis. Nació en la ciudad de Nueva York, proveniente de una familia de inmigrantes judíos rusos. Si bien sus padres no poseían una educación formal, estaban decididos a ver triunfar a sus hijos. En la Escuela de Medicina de la Universidad de Nueva York se destacó no solo por su habilidad académica, sino porque también decidió realizar investigaciones médicas en vez de convertirse en médico.
Hasta 1955, cuando se presentó la vacuna Salk, la poliomielitis se consideraba el problema de salud pública más peligroso en los Estados Unidos de posguerra. Las epidemias anuales eran cada vez más devastadoras; la de 1952 fue el peor brote de la historia de la nación. De los casi 58 000 casos reportados ese año, 3145 fallecieron y 21 269 quedaron afectados por parálisis, siendo niños la mayor parte de las víctimas. Según el historiador William O'Neill, «la reacción pública fue similar a la de una plaga. Los ciudadanos de las áreas urbanas pasaban aterrorizados cada verano, la época del año en que regresaba este espantoso visitante». Como resultado, los científicos se embarcaron en una carrera frenética para encontrar un tratamiento o una forma de prevenirla. El presidente de los Estados Unidos Franklin D. Roosevelt fue la víctima más reconocida del mundo de esta enfermedad y fundó la organización que patrocinó el desarrollo de una vacuna, la asociación privada Fundación Nacional para la Parálisis Infantil (hoy día denominada March of Dimes).

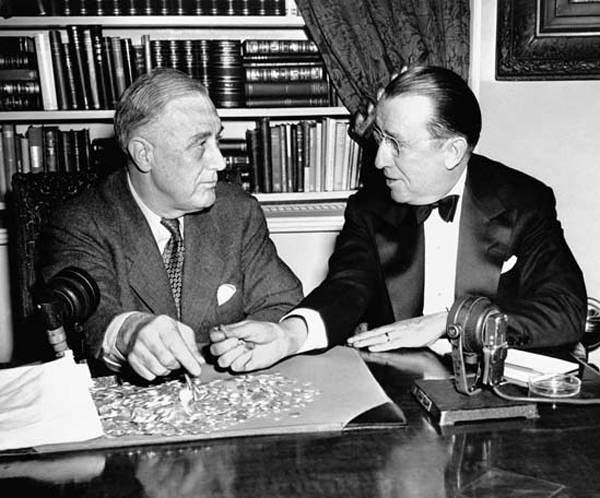
El presidente de los EE. UU. Franklin Roosevelt, víctima de la polio, se reúne con el ejecutivo de March of Dimes, Basil O'Connor, alrededor de 1944.

En 1947, Salk aceptó un nombramiento de la Escuela de Medicina de la Universidad de Pittsburgh. Al año siguiente, emprendió un proyecto creado por la Fundación Nacional para la Parálisis Infantil para determinar el número de tipos diferentes de virus de la poliomielitis. Salk vislumbró una oportunidad para extender este proyecto hasta llegar a desarrollar una vacuna contra la polio, trabajo al que se entregó durante los siguientes siete años. El comité seleccionado para probar la vacuna de Salk fue, según O'Neill, «el programa más elaborado de su tipo en la historia, con veinte mil médicos y agentes de la salud pública, sesenta y cuatro mil académicos y veinte mil voluntarios». Más de 1 800 000 niños en edad escolar formaron parte del comité de prueba.
Cuando se hizo pública la noticia del éxito de la vacuna, el 12 de abril de 1955, Salk fue aclamado como un «hacedor de milagros» y el día «se convirtió casi en una fiesta nacional». Había llevado a cabo su tarea únicamente para desarrollar una vacuna segura y efectiva lo más rápido posible, sin interesarse en su beneficio personal, pues decidió no patentarla para maximizar su distribución global. Cuando le preguntaron en una entrevista televisiva quién poseía la patente de la vacuna, Salk respondió: «No hay patente. ¿Se puede patentar el sol?».

## Biografía
Jonas Salk nació en la ciudad de Nueva York el 28 de octubre de 1914. Sus padres, Daniel Salk y Dora (de soltera Press) Salk, provenían de familias inmigrantes ruso-judías, y no tenían una educación formal adecuada. Según el historiador David Oshinsky, Salk creció embebido en la «cultura inmigrante judía» de Nueva York. Tenía dos hermanos menores, Herman y Lee. La familia se mudó del barrio de East Harlem al Bronx y vivió por un tiempo en Queens.

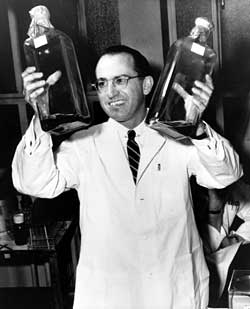
Jonas Salk en la Universidad de Pittsburgh en 1955.

Cuando tenía doce años de edad, ingresó en la Escuela Secundaria Townsend Harris, una escuela pública para estudiantes dotados intelectualmente. Según Oshinsky, la escuela, cuyo nombre corresponde al del fundador del City College of New York (CCNY) fue «una plataforma de lanzamiento para los hijos talentosos de padres inmigrantes que no tenían el dinero o la herencia familiar para enviarlos a una escuela privada de prestigio». En la escuela fue conocido como un perfeccionista, que «leía todo lo que caía en sus manos», según uno de sus compañeros de clase. Los estudiantes tenían que estudiar un programa de cuatro años en solo tres. Como resultado, la mayoría abandonaba la escuela, pese a su lema «estudien, estudien, estudien». Sin embargo, la mayor parte de los estudiantes que se graduaron alcanzaba el promedio suficiente para ingresar en el CCNY, conocido por ser una universidad muy competitiva. Salk se matriculó en el CCNY, donde obtuvo una licenciatura en Ciencias en Química en 1934. Tras graduarse del City College de Nueva York, Salk se matriculó en la Facultad de Medicina de la Universidad de Nueva York. La matrícula era «comparativamente baja; y no discriminaba a los judíos... mientras que la mayoría de las facultades de medicina de la zona —Cornell, Columbia, la Universidad de Pensilvania y Yale— tenían cuotas rígidas ». Yale, por ejemplo, aceptó a 76 solicitantes en 1935 de un total de 501. Aunque 200 de los solicitantes eran judíos, solo cinco fueron admitidos.  Durante sus años en la Facultad de Medicina de la Universidad de Nueva York, Salk trabajó como técnico de laboratorio durante el curso académico y como monitor de campamento de verano. Salk Declaró que su deseo era ayudar a la humanidad en general, más que a pacientes individuales. «Fue el trabajo de laboratorio, en particular, lo que le dio un nuevo rumbo a su vida».
Después de graduarse de la escuela de medicina, Salk comenzó su residencia en el prestigioso Hospital Mount Sinai de Nueva York , donde trabajó en el laboratorio de Thomas Francis. Salk luego trabajó en la Escuela de Salud Pública de la Universidad de Michigan con Francis, en un proyecto comisionado por el ejército en Michigan para desarrollar una vacuna contra la influenza. Él y Francis finalmente perfeccionaron una vacuna que pronto se usó ampliamente en las bases del ejército, donde Salk descubrió y aisló una de las cepas de influenza que se incluyeron en la vacuna final.

## Trayectoria

### La vacunaSalk

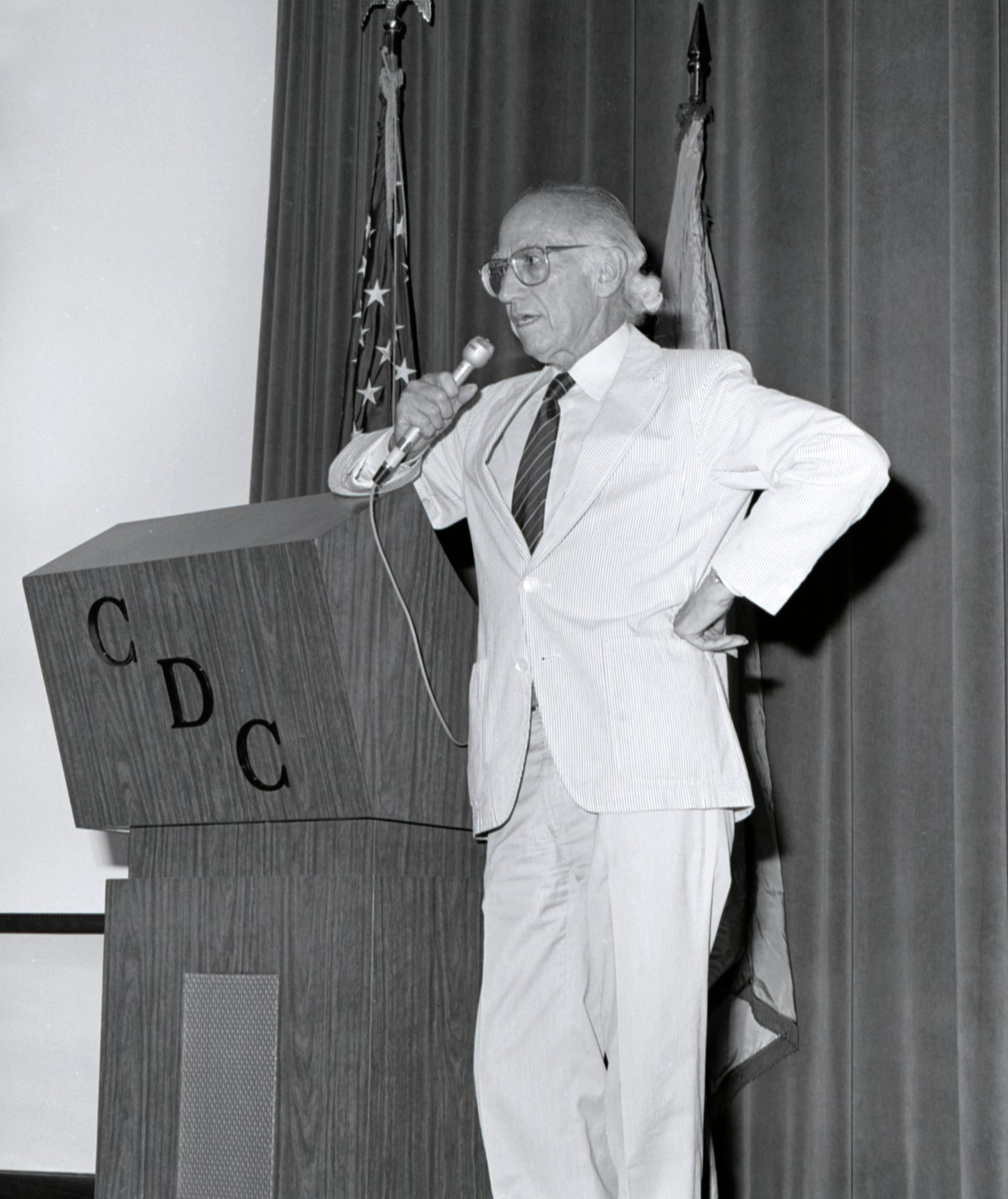
Jonas Salk en 1988.

La vacuna llamada Salk fue una de las primeras vacunas eficaces para la inmunización contra un virus en general. Fue fundamental en la campaña mundial de erradicación de la polio, que era por entonces una de las enfermedades más letales, sobre todo en los niños. La vacuna Salk se basa en el principio del virus muerto. Eso significa que Salk inyecta una forma muerta del virus de la polio al paciente, lo que posibilita que el cuerpo humano desarrolle inmunidad contra éste, sin caer gravemente enfermo. Una vez inmunizado hacia esa forma del virus, el cuerpo queda también inmunizado contra la forma más virulenta del propio virus. 

### Desarrollo
Después de pruebas exitosas en animales de laboratorio, el 2 de julio de 1952, con la ayuda del personal del Hogar D.T. Watson para Niños Tullidos, que es en la actualidad el Centro Educativo del Instituto Watson en Sewickley, Pensilvania), Salk inyectó a 43 niños su vacuna de virus muerto. Unas semanas más tarde, Salk inyectó a niños de la Escuela Estatal de Polk para Retrasados y Débiles Mentales. Vacunó a sus propios hijos en 1953. En 1954 probó la vacuna en alrededor de un millón de niños, conocidos como los pioneros de la polio. La vacuna se anunció como segura el 12 de abril de 1955.
El proyecto se hizo grande e involucró a 100 millones de contribuyentes de March of Dimes y 7 millones de voluntarios.: 54   La fundación se permitió endeudarse para financiar la investigación final necesaria para desarrollar la vacuna Salk. Salk trabajó incesantemente durante dos años y medio.
Jonas Salk se negó a patentar la vacuna. 
La vacuna contra la polio inactivada de Salk se empezó a utilizar en 1955. Está en la Lista de medicamentos esenciales de la Organización Mundial de la Salud.
En 1961, Albert Sabin desarrollará una vacuna administrable por vía oral, que sustituyó a la de Salk, y en la que se utilizaron virus debilitados.

## Fundación del Instituto Salk
En 1963, Salk fundó el Instituto Salk de Estudios Biológicos (Salk Institute for Biological Studies) en La Jolla, California, que hoy es un centro de investigación médica y científica. Continuó realizando investigaciones y publicando libros en sus últimos años, centrándose en sus últimos años en la búsqueda de una vacuna contra el VIH. Salk hizo una vigorosa campaña a favor de la vacunación obligatoria durante el resto de su vida, calificando la vacunación universal de los niños contra las enfermedades como un "compromiso moral". Los documentos personales de Salk se encuentran hoy almacenados en la Biblioteca Geisel de la Universidad de California, San Diego.

## Trabajo sobre vacuna contra el SIDA
A partir de mediados de la década de 1980, Salk se dedicó a investigar para desarrollar una vacuna contra el SIDA. Cofundó The Immune Response Corporation (IRC) con Kevin Kimberlin y patentó Remune, una terapia inmunológica, pero no pudo conseguir un seguro de responsabilidad para el producto. El proyecto se interrumpió en 2007, doce años después de la muerte de Salk.

## Vida personal y fallecimiento
El día después de graduarse de la facultad de medicina en 1939, Salk se casó con Donna Lindsay, candidata a una maestría en la Facultad de Trabajo Social de Nueva York. David Oshinsky escribe que el padre de Donna, Elmer Lindsay, "un dentista rico de Manhattan, veía a Salk como un inferior social, varios niveles por debajo de los antiguos pretendientes de Donna". Finalmente, su padre aceptó el matrimonio con dos condiciones: en primer lugar, Salk debía esperar hasta poder figurar como médico oficial en las invitaciones de boda y, en segundo lugar, debía mejorar su "estatus bastante vulgar" dándose un segundo nombre.": 99 
Tuvieron tres hijos: Peter, quien también se convirtió en médico y profesor a tiempo parcial de enfermedades infecciosas en la Universidad de Pittsburgh; Darrell, quien también trabajó con vacunas y genética y finalmente se retiró de la facultad de pediatría de la Facultad de Medicina de la Universidad de Washington; y Jonathan Salk, psiquiatra de adultos y de niños y profesor clínico asistente en la Facultad de Medicina David Geffen de la UCLA En 1968 se divorciaron y, en 1970, Salk se casó con la pintora francesa Françoise Gilot, expareja del pintor Pablo Picasso.
Jonas Salk murió de insuficiencia cardíaca a la edad de 80 años el 23 de junio de 1995 en La Jolla, y fue enterrado en el El Camino Memorial Park en San Diego.

## Publicaciones seleccionadas
- Man Unfolding (1972)
- Survival of the Wisest (1973)
- World Population and Human Values: A New Reality (1981)
- Anatomy of Reality: Merging of Intuition and Reason (1983)